# Agrona
Agrona je v keltské mytologii bohyně války, porážky a masakru. Někdy je považována za příbuznou bohyně Morrígan.
Hypoteticky bylo Agrona název skotské řeky Ayr, později i řeky Aeron. Toto tvrzení poprvé objevil William J. Watson’s ve své knize The History of the Celtic Place-names of Scotland (1926). Proto byla Agrona považována za patronku této řeky. 
Později, se jméno Aeron maskulinizoval.